# كأس لبنان 2011–12
كأس لبنان 2011–12 أو كأس الاتحاد اللبناني 2011–12 هو موسم من كأس الاتحاد اللبناني. كان عدد الأندية المشاركة فيه 16، وفاز فيه نادي الأنصار اللبناني.